# Tour Aplanador 2020
Es la undécima gira que realizó la banda de rock argentino Divididos. Comenzó el 25 de enero de 2020 y terminó el 17 de diciembre de 2022, con un largo parate entre el 16 de febrero de 2020 y el 28 de enero de 2021 debido a la pandemia. Se realizó para recorrer toda su discografía. Comenzaron con un concierto en Mar del Plata, para luego seguir por Cosquín y Flores. Estos primeros dos conciertos consistieron en la participación de la banda en dos festivales seguidos. Tocaron otra vez en el Teatro hasta que se desató luego la pandemia y suspendió la gira. Volvieron en 2021 con dos shows en Rosario, dos en Córdoba y los seis primeros en el Teatro Ópera, donde volvieron a tocar en marzo. Siguieron recorriendo el país hasta volver a dar otra tanda de conciertos en el teatro antes mencionado. Volvieron otra vez a Rosario y después dieron otros 4 recitales en el Ópera, para luego tocar en la Costa y dar otros dos shows en el mismo teatro. Siguieron recorriendo varios puntos del país hasta dar dos shows más en la Calle Corrientes, y tocaron en Mendoza y Córdoba hasta despedir el año en San Juan, Rosario y el ya familiar Teatro, donde tocaron previo a la pandemia. Abrieron el 2022 con shows en Mar del Plata, Neuquén, Cosquín y sus ya famosos shows en el Teatro, hasta seguir recorriendo el país y otros lugares, incluido su regreso al Quilmes Rock después de 13 años. Un hecho destacable fue su regreso al estadio Luna Park tras cuatro años. Luego siguieron agotando shows en el Teatro y recorriendo el país. Tras esta gira, la banda se toma un descanso y se prepara para la gira por sus 35 años, mientras graban su nuevo álbum, el primero en 13 años.

## Gira nacional

### 2020
Comenzaron un nuevo año tocando el 25 de enero en el Paseo Hermitage de Mar del Plata. El concierto consistió en su primera participación en el Movistar FRI Music 2020 junto a Julieta Rada y Científicos del Palo. Allí había tocado Ciro y los Persas el día 26 de enero de 2019 luego de haber brindado un gran concierto en el estadio de River el 15 de diciembre de 2018 en el final de su Naranja Persa Tour y coincidió con No Te Va Gustar en Playa Fomento. El 8 de febrero tocaron en una nueva edición del Cosquín Rock, la número 20 del mítico festival. Allí participaron también Molotov, Skay Beilinson, Ciro y los Persas y otros más coincidió con No Te Va Gustar en Los Titanes. Los días 14 y 15 de febrero dieron los primeros shows del año en el Teatro Flores, en donde tocan desde hace 13 años, es decir desde el 15 de junio de 2007 estos dos coincidieron con La Vela Puerca en Colon y Carlos Casares. Por la Pandemia del Coronavirus quedó suspendido el resto de la gira hasta el año posterior.

### 2021
Comienzan el año 2021 con dos shows en Rosario los días 29 y 30 de enero. Marcó el regreso de la banda a los escenarios después de mucho tiempo, tras el parate por la Pandemia del Coronavirus. Los shows se desarrollaron en el Anfiteatro Municipal Humberto de Nito. Es allí donde estrenaron los nuevos temas: Insomnio y Cabalgata deportiva, ambos grabados en tiempos de pandemia. Los días 4 y 5 de febrero dieron dos shows en Quality Espacio. Los días 13, 14, 19, 20, 26 y 27 de febrero dieron una serie de seis shows en el Teatro Ópera, en donde tocaron por primera vez en su historia. Igualaron la cantidad de shows que hizo Soda Stereo en el estadio de River y los que hizo La Renga en 2017 en el estadio de Huracán. El 23 y 25 de marzo dieron otros dos shows en el Teatro Ópera, sumando así un total de 8 shows ya dados en ese mítico teatro. Los días 18 y 19 de abril dieron otros dos nuevos shows en el Anfiteatro Municipal Humberto de Nito. Los días 28, 29 de julio, 13 y 14 de agosto, después de un tiempo, regresaron otra vez al Teatro Ópera, dando ya 12 shows en ese escenario. Los días 15 y 16 de septiembre, la banda regresó después de un año a Mar del Plata para dar dos shows en el Teatro Radio City. Los días 24 y 25 de septiembre dieron otros dos nuevos shows en el Teatro Ópera, sumando ya 14 shows en ese legendario teatro. Los días 8 y 9 de octubre dieron dos nuevos shows en el Anfiteatro Municipal Humberto de Nito, sumando ya seis shows en lo que va de 2021, y a su vez 25 shows en ese anfiteatro desde su primera visita el 23 de noviembre de 2002 cuando presentaron Vengo del placard de otro, a excepción del año 2020, aquella vez en la que tenían previsto tocar el 21 de marzo y apareció la Pandemia del Coronavirus. El 16 de octubre regresaron después de 7 años al Anfiteatro Juancho Garcilazo. Los días 29 y 30 de octubre dieron otros dos recitales en el Teatro Ópera, contabilizando un total de 16 shows en ese teatro, rompiendo ya el récord del año 1993 cuando llenaron en 13 ocasiones el estadio Obras durante la presentación de La era de la boludez. Los días 5 y 6 de noviembre dieron dos shows en el Arena Maipú, los primeros post-pandemia después de dos años. Los días 11 y 12 de noviembre dieron otros dos nuevos shows en Quality Espacio. Iban a regresar el 8 de mayo, pero se había suspendido por las medidas restrictivas del Gobierno debido a la Pandemia del Coronavirus. El 27 de noviembre, la banda dio un nuevo recital en el Teatro Ópera. Este fue el recital número 17 en su carrera, en solamente un año. El 4 de diciembre, la banda regresó a San Juan para tocar por primera vez en el estadio de Sportivo Desamparados. En realidad, el show estaba previsto a realizarse el mismo día en el Predio Gaucho J. Dolores de Departamento Rawson, pero se tuvo que trasladar. No se daban recitales en ese estadio desde el 7 de abril de 2001, cuando La Renga presentó su álbum La esquina del infinito. Los días 10 y 11 de diciembre dieron los últimos dos shows en el Anfiteatro Municipal Humberto de Nito, cerrando el año con un total ya de 8 shows durante 2021, y sumando ya 27 recitales desde su primera visita. Los días 15 y 16 de diciembre, y después de mucho tiempo, la banda regresó al Teatro Flores. Su última vez había sido en febrero de 2020, poco antes de que aparezca la Pandemia del Coronavirus y el encierro. Así se cerró definitivamente un año demoledor para la banda.

### 2022
Comienzan un nuevo año tocando el 28 de enero en el Estadio Polideportivo Islas Malvinas. El último show en ese lugar fue el 17 de noviembre de 2018 en el marco de su gira por los 30 años. En cambio, la última vez en Mar del Plata fue el 25 de enero de 2020, previo a que se avecinara la Pandemia del Coronavirus. El 11 de febrero, y después de casi tres años, la banda regresó a Neuquén para participar en la Fiesta de la Confluencia, que tuvo lugar en el Paseo de la Costa. El 13 de febrero participaron de la segunda fecha del popular festival Cosquín Rock junto a otras bandas. El cierre del festival estuvo a cargo de La Mona Jiménez. Rata Blanca tenía planeado estar en este festival, pero se tuvieron que bajar porque gran parte del staff de la banda tuvo COVID-19, por lo que se espera un regreso para el 2023. Los días 25 y 26 de febrero dieron otros dos shows en el Teatro Flores, contabilizando ya 150 shows en ese mítico teatro. El 8 de abril, la banda sufre un duro golpe: Muere su mánager, Jorge "Killing" Castro, aquel que los acompañó desde el 10 de junio de 1988 hasta los últimos días de su vida. Su muerte ocurrió tras luchar durante largos días contra un cáncer terminal, con lo cual eso puso en peligro la continuidad de la banda y de sus shows, algo que la gente que acompaña durante tanto tiempo a la banda creía que iba a pasar. Ese mismo día de su muerte, la banda Ciro y los Persas se encontraba dando un concierto en Rosario, y le dedicaron su canción Muy despacito en su memoria. Además, Ricardo Mollo posteó en su cuenta de Instagram un video en donde se puede ver al mánager intentando sacarle una bota a Ricardo. El lugar del velatorio que eligieron para despedirlo fue el estadio de Quilmes, club del cual él era fanático. Iván Noble, de Caballeros de la Quema, también se expresó acerca de la muerte de Killing, y lo mismo hizo Adrián Barilari, vocalista de Rata Blanca, entre otros. Lo mismo había ocurrido con Rata Blanca en 2017, cuando murió su bajista original, Guillermo Sánchez, tras luchar contra una grave septicemia. Eso puso también en peligro la continuidad de la banda, y sus shows estuvieron a punto de suspenderse. Mas eso no ocurrió, porque al poco tiempo reclutaron al bajista argentino-polaco Pablo Motyczak, para que se hiciera cargo del bajo tras la muerte del Negro. Cuando parecía que todo iba a terminar, la banda dio, para la alegría de sus fans, otros dos nuevos conciertos en El Teatro. Tuvieron lugar el 15 y 16 de abril, en homenaje a, como le decía la banda, su ángel de la guarda. En las pantallas del teatro se mostraron imágenes del ya fallecido mánager, acompañadas con afiches de viejos recitales de la banda, entre los que se destacan sus memorables noches en Obras del año 1992, en el marco de la gira de presentación del segundo disco, Acariciando lo áspero, y donde además, adelantaron temas de lo que un año después (1993) sería su tercer disco, La era de la boludez. En el segundo concierto, la banda contó con un invitado de lujo: El ex guitarrista de Almafuerte, Claudio Marciello. El 23 de abril, la banda regresó otra vez a Santa Fe, donde no tocaban desde hace casi tres años, tiempo antes de que se desatara la pandemia. El nuevo concierto se desarrolló en la Estación Belgrano. El 1 de mayo, y después de 13 años, la banda vuelve a participar del Quilmes Rock, cuyo concierto tuvo lugar en Tecnópolis. Tocaron junto a Nathy Peluso, Catupecu Machu y otras bandas más. La última vez que la banda participó en un Quilmes Rock fue el 4 de abril de 2009, en un concierto que tuvo lugar en el estadio de River, donde tocaron junto con Los Cafres, Kapanga, Fidel Nadal y Los Piojos, estos últimos ya estaban llegando al final de su carrera tras 20 años, cuya despedida tuvo lugar el 30 de mayo de 2009 en ese mismo escenario. El 12 de mayo, y tras 4 años, la banda regresó a Uruguay, pero esta vez el show se realizó en un lugar distinto a los últimos años. Tuvo lugar en el Antel Arena de Montevideo. El 27 de mayo, después de casi 8 años, la banda regresó a Chile para dar un concierto en el Movistar Arena. El 3 de junio, la banda regresó nuevamente a Quality Espacio, después de que se pusiera en peligro la realización del show. El 11 de junio, a un día de cumplirse 34 años desde que comenzó la banda, brindaron un concierto en el Superdomo de La Rioja. 10 días después, tras 21 años, la banda regresó a Ushuaia para cerrar el Festival de la Noche Más Larga en su edición 2022. El concierto tuvo lugar el 21 de junio en el Microestadio Cochocho Vargas, ya en el cierre del festival. La última visita fue el 6 de enero de 2001 en la presentación de Narigón del siglo. El 9 y 10 de julio volvieron al Teatro Flores. El segundo concierto se realizó exclusivamente para chicos, como en años anteriores. Los días 4 y 5 de agosto, y después de 4 años, la banda regresó al estadio Luna Park. La última vez había sido el 24 de mayo de 2018, dos años antes de que aparezca la Pandemia de Coronavirus en nuestro país. El 20 de agosto, la banda regresó a La Plata para volver a tocar en el Estadio Atenas tras dos años y 11 meses. La última vez había sido el 7 de septiembre de 2019, tiempo antes del encierro. Se pospuso varias veces. Estaba programado para el 24 de abril de 2021, y luego para el 15 de octubre, pero se suspendió a causa del incremento de casos de COVID-19. El 3 de septiembre, la banda vuelve otra vez al Anfiteatro Municipal Humberto de Nito, sumando ya 28 shows en ese escenario, y a falta de dos meses y 20 días para cumplirse el aniversario número 20 de su primer concierto allí. Los días 16 y 17 de septiembre, la banda regresa otra vez al Teatro Flores. Se desarrollaron en el marco de los 20 años del lanzamiento de Vengo del placard de otro, lanzado el 6 de septiembre de 2002 y presentado ese mismo día en el Orfeo Superdomo, y luego el 27 y 28 de septiembre de ese mismo año en dos funciones al rojo vivo en el estadio Obras, y del cual interpretaron seis canciones durante las dos fechas de la celebración de los 20 años de este disco. El 30 de septiembre, la banda regresó al Microestadio de Lanús después de 5 años. El último concierto en ese recinto fue el 26 de noviembre de 2016. Este fue el tercer concierto de la banda en ese recinto. El 8 de octubre, la banda regresó otra vez al Arena Maipú. Días después, la banda dio otro doblete en el Teatro Flores. El 5 y 6 de noviembre, la banda regresó otra vez al Teatro Flores para hacer otros dos conciertos para chicos, como hicieron en el mes de julio. 4 días después, la banda regresó otra vez al Club Estudiantes de Bahía Blanca. El concierto tuvo lugar el 10 de noviembre. Dos días después (12 de noviembre), la banda regresó al Estadio Ruca Che tras 4 años, y a Neuquén después de 9 meses. La visita a esta provincia se había pactado en un principio para el 30 de mayo de 2020, pero debido al interminable confinamiento estricto, el show se había suspendido. El 24 de noviembre, la banda dio una nueva función en Quality Espacio. Se suma a la función del 3 de junio, aquella que corrió peligro de suspensión por el deceso repentino del mánager de la banda. Los días 9, 10, 16 y 17 de diciembre, la banda despide el año con 4 conciertos al hilo en el Teatro Flores. En el concierto del 9 de diciembre, después de que la Selección de fútbol de Argentina derrotara por penales a los Países Bajos, Ricardo Mollo salió al escenario con vuvuzela en mano, con lo cual el público que colmó el Teatro estalló. En medio de esos cuatro conciertos, sonó el hit Muchachos, ahora nos volvimos a ilusionar, como pasó en la mayoría de los recitales, incluido el concierto de Ciro y los Persas del 16 de diciembre en Rosario. Así se cierra definitivamente la gira.

## Conciertos
| Fecha                    | Ciudad                 | País      | Recinto                                | Asistencia |
| ------------------------ | ---------------------- | --------- | -------------------------------------- | ---------- |
| América del Sur          |                        |           |                                        |            |
| 25 de enero de 2020      | Mar del Plata          | Argentina | Paseo Hermitage                        |            |
| 8 de febrero de 2020     | Córdoba                | Argentina | Aeródromo                              |            |
| 14 de febrero de 2020    | Flores                 | Argentina | El Teatro                              |            |
| 15 de febrero de 2020    | Flores                 | Argentina | El Teatro                              |            |
| 29 de enero de 2021      | Rosario                | Argentina | Anfiteatro Municipal Humberto de Nito  |            |
| 30 de enero de 2021      | Rosario                | Argentina | Anfiteatro Municipal Humberto de Nito  |            |
| 4 de febrero de 2021     | Córdoba                | Argentina | Quality Espacio                        |            |
| 5 de febrero de 2021     | Córdoba                | Argentina | Quality Espacio                        |            |
| 13 de febrero de 2021    | Buenos Aires           | Argentina | Teatro Ópera                           |            |
| 14 de febrero de 2021    | Buenos Aires           | Argentina | Teatro Ópera                           |            |
| 19 de febrero de 2021    | Buenos Aires           | Argentina | Teatro Ópera                           |            |
| 20 de febrero de 2021    | Buenos Aires           | Argentina | Teatro Ópera                           |            |
| 26 de febrero de 2021    | Buenos Aires           | Argentina | Teatro Ópera                           |            |
| 27 de febrero de 2021    | Buenos Aires           | Argentina | Teatro Ópera                           |            |
| 23 de marzo de 2021      | Buenos Aires           | Argentina | Teatro Ópera                           |            |
| 25 de marzo de 2021      | Buenos Aires           | Argentina | Teatro Ópera                           |            |
| 18 de abril de 2021      | Rosario                | Argentina | Anfiteatro Municipal Humberto de Nito  |            |
| 19 de abril de 2021      | Rosario                | Argentina | Anfiteatro Municipal Humberto de Nito  |            |
| 28 de julio de 2021      | Buenos Aires           | Argentina | Teatro Ópera                           |            |
| 29 de julio de 2021      | Buenos Aires           | Argentina | Teatro Ópera                           |            |
| 13 de agosto de 2021     | Buenos Aires           | Argentina | Teatro Ópera                           |            |
| 14 de agosto de 2021     | Buenos Aires           | Argentina | Teatro Ópera                           |            |
| 15 de septiembre de 2021 | Mar del Plata          | Argentina | Teatro Radio City                      |            |
| 16 de septiembre de 2021 | Mar del Plata          | Argentina | Teatro Radio City                      |            |
| 24 de septiembre de 2021 | Buenos Aires           | Argentina | Teatro Ópera                           |            |
| 25 de septiembre de 2021 | Buenos Aires           | Argentina | Teatro Ópera                           |            |
| 8 de octubre de 2021     | Rosario                | Argentina | Anfiteatro Municipal Humberto de Nito  |            |
| 9 de octubre de 2021     | Rosario                | Argentina | Anfiteatro Municipal Humberto de Nito  |            |
| 16 de octubre de 2021    | Federación             | Argentina | Anfiteatro Municipal Juancho Garcilazo |            |
| 29 de octubre de 2021    | Buenos Aires           | Argentina | Teatro Ópera                           |            |
| 30 de octubre de 2021    | Buenos Aires           | Argentina | Teatro Ópera                           |            |
| 5 de noviembre de 2021   | Mendoza                | Argentina | Arena Maipú                            |            |
| 6 de noviembre de 2021   | Mendoza                | Argentina | Arena Maipú                            |            |
| 11 de noviembre de 2021  | Córdoba                | Argentina | Quality Espacio                        |            |
| 12 de noviembre de 2021  | Córdoba                | Argentina | Quality Espacio                        |            |
| 27 de noviembre de 2021  | Buenos Aires           | Argentina | Teatro Ópera                           |            |
| 4 de diciembre de 2021   | San Juan               | Argentina | Club Sportivo Desamparados             |            |
| 10 de diciembre de 2021  | Rosario                | Argentina | Anfiteatro Municipal Humberto de Nito  |            |
| 11 de diciembre de 2021  | Rosario                | Argentina | Anfiteatro Municipal Humberto de Nito  |            |
| 15 de diciembre de 2021  | Flores                 | Argentina | El Teatro                              |            |
| 16 de diciembre de 2021  | Flores                 | Argentina | El Teatro                              |            |
| 28 de enero de 2022      | Mar del Plata          | Argentina | Estadio Polideportivo Islas Malvinas   |            |
| 11 de febrero de 2022    | Neuquén                | Argentina | Paseo de la Costa                      |            |
| 13 de febrero de 2022    | Santa María de Punilla | Argentina | Aeródromo Municipal                    |            |
| 25 de febrero de 2022    | Flores                 | Argentina | El Teatro                              |            |
| 26 de febrero de 2022    | Flores                 | Argentina | El Teatro                              |            |
| 15 de abril de 2022      | Flores                 | Argentina | El Teatro                              |            |
| 16 de abril de 2022      | Flores                 | Argentina | El Teatro                              |            |
| 23 de abril de 2022      | Santa Fe               | Argentina | Estación Belgrano                      |            |
| 1 de mayo de 2022        | Villa Martelli         | Argentina | Tecnópolis                             |            |
| 12 de mayo de 2022       | Montevideo             | Uruguay   | Antel Arena                            |            |
| 27 de mayo de 2022       | Santiago de Chile      | Chile     | Teatro Caupolicán                      |            |
| 3 de junio de 2022       | Córdoba                | Argentina | Quality Espacio                        |            |
| 11 de junio de 2022      | La Rioja               | Argentina | Estadio Superdomo                      |            |
| 21 de junio de 2022      | Ushuaia                | Argentina | Microestadio Cochocho Vargas           |            |
| 9 de julio de 2022       | Flores                 | Argentina | El Teatro                              |            |
| 10 de julio de 2022      | Flores                 | Argentina | El Teatro                              |            |
| 4 de agosto de 2022      | Buenos Aires           | Argentina | Estadio Luna Park                      |            |
| 5 de agosto de 2022      | Buenos Aires           | Argentina | Estadio Luna Park                      |            |
| 20 de agosto de 2022     | La Plata               | Argentina | Estadio Atenas                         |            |
| 3 de septiembre de 2022  | Rosario                | Argentina | Anfiteatro Municipal Humberto de Nito  |            |
| 16 de septiembre de 2022 | Flores                 | Argentina | El Teatro                              |            |
| 17 de septiembre de 2022 | Flores                 | Argentina | El Teatro                              |            |
| 30 de septiembre de 2022 | Lanús                  | Argentina | Microestadio Antonio Rotili            |            |
| 8 de octubre de 2022     | Mendoza                | Argentina | Arena Maipú                            |            |
| 15 de octubre de 2022    | Flores                 | Argentina | El Teatro                              |            |
| 16 de octubre de 2022    | Flores                 | Argentina | El Teatro                              |            |
| 5 de noviembre de 2022   | Flores                 | Argentina | El Teatro                              |            |
| 6 de noviembre de 2022   | Flores                 | Argentina | El Teatro                              |            |
| 10 de noviembre de 2022  | Bahía Blanca           | Argentina | Club Estudiantes                       |            |
| 12 de noviembre de 2022  | Neuquén                | Argentina | Estadio Ruca Che                       |            |
| 24 de noviembre de 2022  | Córdoba                | Argentina | Quality Espacio                        |            |
| 9 de diciembre de 2022   | Flores                 | Argentina | El Teatro                              |            |
| 10 de diciembre de 2022  | Flores                 | Argentina | El Teatro                              |            |
| 16 de diciembre de 2022  | Flores                 | Argentina | El Teatro                              |            |
| 17 de diciembre de 2022  | Flores                 | Argentina | El Teatro                              |            |

## Conciertos suspendidos y/o reprogramados
- 14/03/2020 - El Teatro, Flores
- 15/03/2020 - El Teatro, Flores
- 21/03/2020 - Anfiteatro Municipal Humberto de Nito, Rosario
- 18/04/2020 - Club Echagüe, Paraná
- 25/04/2020 - El Teatro, Flores
- 28/05/2020 - Club Bomberos Voluntarios, Bariloche
- 30/05/2020 - Estadio Ruca Che, Neuquén
- 24/04/2021 - Estadio Atenas, La Plata
- 08/05/2021 - Quality Espacio, Córdoba

## Formación durante la gira
- Ricardo Mollo - Voz y guitarra eléctrica (1988-Actualidad)
- Diego Arnedo - Bajo (1988-Actualidad)
- Catriel Ciavarella - Batería (2004-Actualidad)

### Músicos invitados
- Lautaro Sabet - Batería en uno de los shows para menores